# Arəstə Baxışova
Arəstə Baxışova (aserbaidschanisch Arəstə Kərim qızı Baxışova; * 4. Mai 1989 in Baku, Aserbaidschan; † 23. Oktober 2020 in Qubadlı, Aserbaidschan) war Feldwebel und Militärsanitäterin der aserbaidschanischen Streitkräfte, eine Gefallene des zweiten Berg-Karabach-Krieges.

## Leben
Arəstə Baxışova wurde am 4. Mai 1989 in Xaçmaz geboren. Von 1995 bis 2004 besuchte Arəstə Baxışova die Şuşa Mittelschule Nr. 3 in der Siedlung Biləcəri. Von 2004 bis 2008 studierte sie Englisch an der Staatlichen Pädagogischen Hochschule Aserbaidschan. Sie hat einen Sohn namens Mərdan und eine Tochter namens Zəhra.
Arəstə Baxışova wurde am 23. Oktober bei den Kämpfen in Gubadlı des Zweiten Berg-Karabach-Krieges getötet. Sie wurde in der Allee der Kriegsgefallenen in der Siedlung Biləcəri beigesetzt.

## Berufsleben
In den Jahren 2018–2019 arbeitete Baxışova als medizinische Statistikerin im Allgemeinen Militärkrankenhaus der aserbaidschanischen Streitkräfte. Ab dem 12. Juli 2019 arbeitete sie als Operator in der Militäreinheit "N" in der Region Beyləqan der aserbaidschanischen Streitkräfte.
Militärsanitäterin und Feldwebel der aserbaidschanischen Armee Baxışova leistete während des zweiten Berg-Karabach-Krieges, der am 27. September 2020 begann, medizinische Hilfe für verwundete Soldaten auf dem Kampfgebiet Füzuli, Qubadlı, Zengilan.

## Auszeichnung
Gemäß dem Erlass des Präsidenten von Aserbaidschan Ilham Əliyev vom 15. Dezember 2020 wurde Arəstə Baxışova posthum mit der Medaille "Für das Vaterland" für die Teilnahme an Militäroperationen zum Schutz der territorialen Integrität Aserbaidschans und die ehrenvolle Erfüllung ihrer Pflichten bei der Durchführung ihrer Aufgaben ausgezeichnet.
Nach ihrem Tod erhielt Arəstə Baxışova die Florence-Nightingale-Medaille, die am 12. Mai 2021 vom Internationalen Komitee vom Roten Kreuz zu Ehren der englischen Krankenschwester Florence Nightingale gestiftet wurde.
- Für das Vaterland-Medaille 15. Dezember 2020
- Florence-Nightingale-Medaille 12. Mai 2021